# Invertomère
Des invertomères sont un type de stéréoisomères géométriques différents des diastéréomères de type Z-E en ce qu'ils ne concernent que les isomères issus de l'inversion d'atomes trivalents comme N, P, ... Dans certains cas, il n'est possible que de former un seul des deux invertomères. Dans d'autres cas, les deux invertomères peuvent être caractérisés.
Des exemples d'invertomères stabilisés sont des aziridines comme la N-chloro-2-méthylaziridine ou d'autres sels d'aziridium, des oxaziridines ou encore des d’isoxazolidines trisubstituées.
Les deux invertomères d'une même molécule sont notés cis/trans ou A/B. Les invertomères n'ont pas forcément de pouvoir rotatoire puisqu'il se sont pas forcément énantiomères (comme dans l'exemple ci-dessus) et d'autre part, ils peuvent souvent être thermalisés dans le sens où un des deux isomères peut être transformé en l'autre par chauffage.
Cependant, ce type d'isomérie est si rare et peu étudiée qu'un moteur de recherche sur internet comme google ne relève au 23/07/2011 aucune occurrence pour une recherche "invertomérie", tandis que seuls 6 résultats sont trouvés sur le terme anglais "invertomerism".